# Deutsche Gebärdensprache

Die Buchstaben DGS für „Deutsche Gebärdensprache“ im deutschen Fingeralphabet, die übliche Eigenbezeichnung der Sprache

Die Deutsche Gebärdensprache, abgekürzt DGS, ist die visuell-manuelle Sprache (Gebärdensprache), mit der vor allem gehörlose und schwerhörige Personen in Deutschland, Belgien und Luxemburg untereinander und mit Hörenden kommunizieren. Die Wörter der Sprache nennen sich Gebärden.
Die DGS wird von etwa 200.000 Menschen dauerhaft oder gelegentlich verwendet. Die Gebärdensprachen in Österreich (ÖGS) und in der Deutschschweiz (DSGS), die zur Familie der französischen Gebärdensprachen gehören, sind nicht mit der DGS verwandt.

## Allgemeines
DGS ist eine eigenständige Sprache. Die Grammatik unterscheidet sich grundlegend von derjenigen der deutschen Lautsprache; zum Beispiel werden adverbiale Bestimmungen der Zeit meistens am Satzanfang, Verben sowohl nach dem Subjekt als auch am Ende des Satzes gebärdet.
Es gibt auch ein eigenes System Lautsprachbegleitende Gebärden (LBG), auch „gebärdetes Deutsch“ genannt, das ganz oder teilweise der Grammatik der deutschen Sprache folgt, von vielen DGS-Benutzern aber als „falsch“ empfunden wird – es wäre vergleichsweise etwa so, als würden Worte der deutschen Sprache mit englischem Satzbau verwendet. Es gibt aber auch noch andere alternative Kommunikationssysteme mit Gebärden/Gesten oder DGS-Bestandteilen. Darunter zählen Lautsprachunterstützte Gebärden (LUG), Visual Vernacular (VV), Visuell gestische Kommunikation (VGK), Nonverbale Kommunikation (NVK), Gebärdenunterstützte Kommunikation (GuK), Lormen, Fingeralphabet (Graphembestimmtes Manualsystem), Lautgesten (Phonembestimmtes Manualsystem) und taktile Gebärden.
DGS ist, wie andere Gebärdensprachen, eine visuelle Sprache. Gedanken und Sachverhalte werden hauptsächlich mit den Händen ausgedrückt. Die mit den Händen geformten Sprachzeichen nennt man Gebärden. Daneben spielen die Körperhaltung und die Mimik eine große Rolle, vor allem bei der Kodierung grammatischer Inhalte (zum Beispiel bei der Bildung von Konditionalsätzen). Gebärden unterscheiden sich voneinander durch die Handform, die Handstellung, die Ausführungsstelle und die Bewegungsrichtung. Auffallender Unterschied zu Lautsprachen ist, dass Gebärdensprachen räumlich ablaufen: Personen und Orte können in einem Gespräch sozusagen in der Luft platziert werden, und je nach der Bewegungsrichtung von Gebärden zwischen diesen „Raumpunkten“ ändert sich die Bedeutung. Als Hilfsmittel zum Buchstabieren von Eigennamen oder Vokabeln, deren Gebärden einer der Gesprächspartner oder auch beide (noch) nicht kennen, dient das Fingeralphabet.
Von den Anhängern des Oralismus wurde die Gebärdensprache gehörloser Kinder über mehr als 175 Jahre lang unterdrückt, weil man glaubte, sie behindere das Erlernen der für gehörlose Kinder nicht oder nur schwer wahrnehmbaren Lautsprache. Kinder, die beim kommunikativen Gebrauch der Hände ertappt wurden, erhielten in einigen Schulen Stockschläge auf die Hände oder wurden mit Spielverbot und Nachtischentzug bestraft. Ihnen wurde anerzogen, sich für den Gebrauch der Gebärden zu schämen. Eltern wurden dazu angehalten, mit Kindern nur in der Lautsprache zu kommunizieren. In einigen Schulen wurde und wird noch jetzt das Gebärden nur toleriert, die Lehrer wenden diese Sprache aber im Unterricht nicht an. Die Aversion gegen die Gebärdensprache hat sich heutzutage gemildert. Die Gebärdensprache ist jetzt in Deutschland als eigenständige Sprache anerkannt, was unter anderem bewirkt, dass Gehörlose ein Recht auf Hinzuziehung von Gebärdensprachdolmetschern bei behördlichen Angelegenheiten haben. Die politische Anerkennung der DGS in Deutschland erfolgte bereits 1998 in Hessen per Entschließungsantrag, die rechtliche Anerkennung schließlich 2002 mit dem Behindertengleichstellungsgesetz (§ 6 und § 9 BGG). Ihren Gebrauch in Verwaltungsverfahren regelt die im Juli 2002 in Kraft getretene Kommunikationshilfenverordnung.
Aufgrund dieser Vergangenheit ist die DGS nicht landesweit standardisiert. So gibt es etwa regionale Dialekte oder auch eine eigene Jugendsprache. Oft wird die Gebärdensprachgrammatik mit der Grammatik der deutschen Sprache vermischt; es entsteht eine Mischung von DGS und gebärdetem Deutsch. Das DGS-Korpus hat Deutschland erstmal in 13 Spracherhebungszonen eingeteilt. Am Beispiel der Monatsgebärden sind die Dialekte der DGS sehr gut erkennbar. Unumstritten ist bisher ein sprachlicher Unterschied zwischen Norddeutschland und Süddeutschland. Durch die Deutsch-Deutsche Teilung haben sich auch sprachliche Unterschiede zwischen Ostdeutschland und Westdeutschland entwickelt. Dazu wird aber in Zukunft noch weiter geforscht werden müssen.
Es gibt Wörterbücher mit Fotos und CD-ROMs von Gebärden und umfangreiche Internetangebote mit Videoinformationen in Deutscher Gebärdensprache: Bundesagentur für Arbeit – Ausbildung. Um die DGS schriftlich niederlegen zu können, wurden verschiedene Gebärdenschriften wie HamNoSys oder SignWriting geschaffen.
Die DGS gehört nach der Klassifikation von Henri Wittmann 1991 zu der relativ kleinen Gebärdensprachfamilie der Deutschen Gebärdensprachen, zu der neben der DGS die Israelische Gebärdensprache gehört. Lehrer und Schüler der Israelitischen Taubstummenanstalt Berlin-Weißensee flohen zu NS-Zeiten nach Israel, eröffneten dort Schulen und verwendeten die deutsche Gebärdensprache weiter. Durch Einfluss von Immigranten anderer Nationen entstand daraus eine Pidgin-Sprache, aus der die heutige Israelische Gebärdensprache entstand.

## Merkmale der DGS

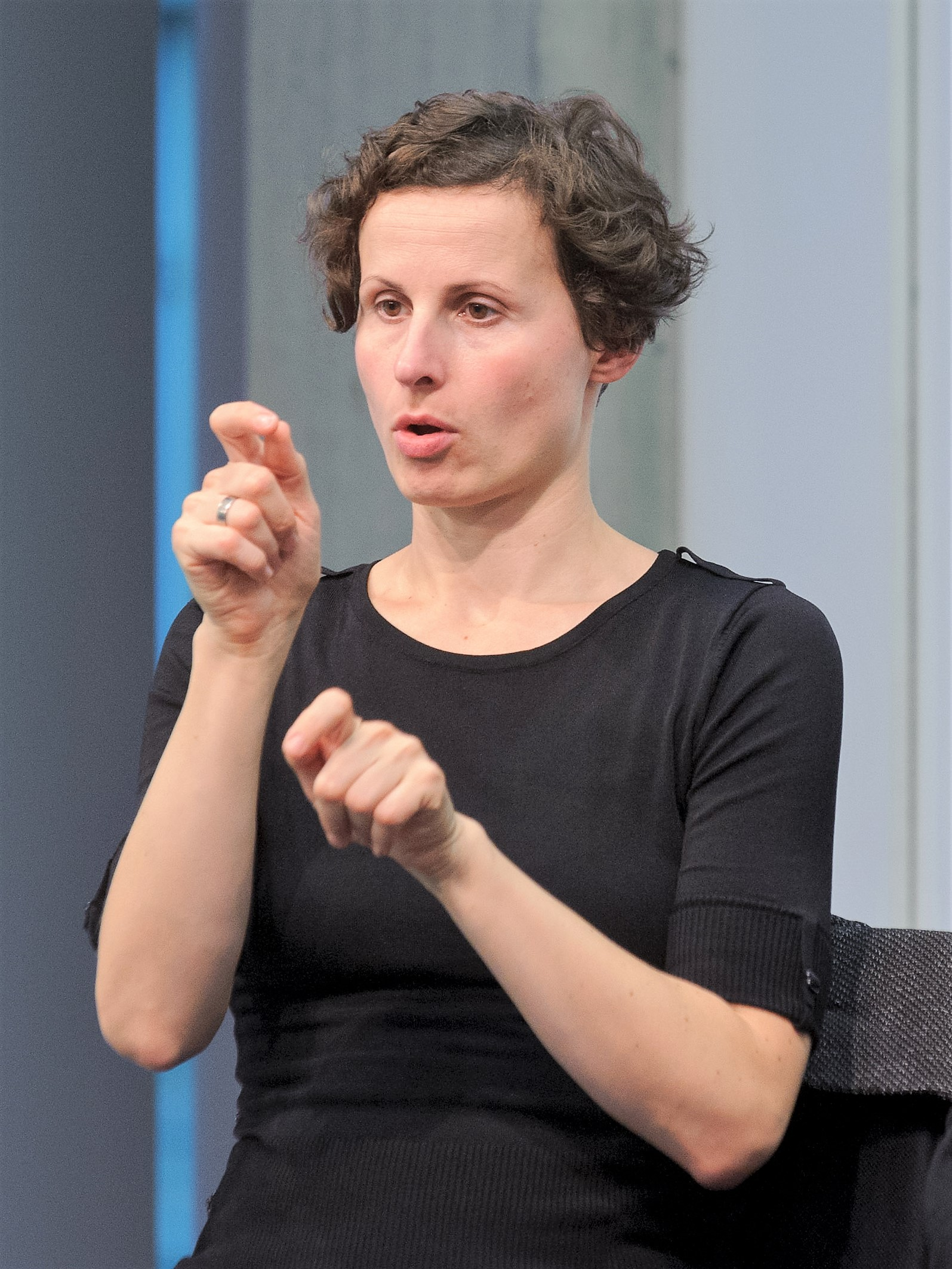
Eine Gebärdensprachdolmetscherin übersetzt bei einer Konferenz in DGS – Deutsche Gebärdensprache

Die DGS ist im Vergleich zur American Sign Language (ASL) stärker oralbetont. So werden Gebärden häufig begleitet von Lippenbewegungen, die dem lautsprachlichen Begriff entsprechen, so wird etwa, wenn „Mutter“ gebärdet wird, zusätzlich auch mit den Lippen tonlos „Mutter“ nachgebildet. Dies ist jedoch kein zwingender Bestandteil der DGS, sondern ein Nebeneffekt der oft oral ausgerichteten Schulbildung in Deutschland. Demgegenüber werden in der amerikanischen Gebärdensprache (ASL) vergleichsweise sehr viel häufiger Elemente und Abfolgen des Fingeralphabets in den Duktus der gebärdeten Information eingeflochten als es etwa in DGS üblich ist.

## Die Grammatik der Deutschen Gebärdensprache
Die Grammatik der Deutschen Gebärdensprache lässt sich mit Hilfe der konventionellen sprachwissenschaftlichen Kategorien Phonologie, Morphologie, Morphosyntax und Syntax beschreiben. Darüber wurde lange nachgedacht und diskutiert. Insbesondere mit der Definition der Phonologie wurde lange gehadert. Die Gebärden werden mit Hilfe von Glossen der Glossentranskription verschriftlicht.

### Phonologie
Da sich Gebärden auch in kleinere Einheiten zerlegen lassen, ist hier, obwohl keine Laute im klassischen Sinne vorliegen, die Definition der Phonologie vorhanden. Die Phoneme der DGS werden in manuelle, nicht-manuelle und orale Komponenten eingeteilt. Besonders die Gruppe der oralen Komponenten ist umstritten.

#### Manuelle Komponenten/Parameter
Gebärden bestehen aus Elementen der distinktiven Merkmalsklassen Handform, Handstellung (Handorientierung), Ausführungsstelle und Bewegung.
Die Handform wird als Position bzw. Stellung der Finger zum Handballen definiert und teilweise mit HF abgekürzt. Mit der Handstellung ist die Stellung der Handfläche und der gestreckten Finger im räumlichen Verhältnis zwischen Hand und Körper aus der Perspektive des Sprechers gemeint. Teilweise wird die Handstellung mit HS abgekürzt. Die Ausführungsstelle bezeichnet die Ebene am Körper oder im Gebärdenraum an dem die Gebärde ausgeführt wird. Der Gebärdenraum lässt sich in die drei Ebenen frontal, senkrecht und waagerecht einteilen. Die frontale Ebene lässt sich in vorne und hinten, die senkrechte Ebene in rechts und links sowie die waagerechte Ebene in oben und unten spezifizieren. Teilweise wird die Ausführungsstelle mit AS abgekürzt. Das Verstehen der Bewegung einer Gebärde führt erst zum Erkennen der Gebärde. Dabei ist es insbesondere wichtig die spezifischen Teile der Bewegung Bewegungstyp, Ausführungsart und Bewegungsrichtung aufzuschlüsseln. Die Bewegung wird teilweise mit B abgekürzt.
Ändert sich ein Element einer dieser Klassen, so kann eine Gebärde mit völlig anderer Bedeutung entstehen. Zwei Gebärden, die sich nur in einem Element unterscheiden, werden als Minimalpaar bezeichnet. Dadurch wird bewiesen, dass die 4 Komponenten/Elemente der DGS eine ähnliche Bedeutung haben wie die Phoneme der Deutschen Lautsprache.
Die DGS kennt 32 Handformen, dabei gibt es sechs Grundhandformen (Phoneme, Abweichungen davon Allophone), die in allen Gebärdensprachen enthalten sind. Ein manuelles Alphabet wie das American Manual Alphabet für die ASL mit Fingerzahlen hat sich bisher nicht etabliert. Es gibt nur ein Fingeralphabet.
Man kann Gebärden in Einhandgebärden und Zweihandgebärden einteilen. Des Weiteren können Gebärden auch in unveränderbare (konventionelle/lexikalische Gebärden) und veränderbare (produktive Gebärden) Gebärden eingeteilt werden. Dann gibt es auch noch die Gruppe der Spezialgebärden (idiomatische Gebärden/Redewendungen).
Zweihandgebärden sind Gebärden, die notwendig mit beiden Händen ausgeführt werden. Ihre Bildung unterliegt starken phonotaktischen Beschränkungen wie der Regel der Symmetrie und der Dominanz. Bei der Symmetrie bewegen sich beide Hände gleichzeitig und haben dieselbe Handform. Bei der Dominanz weisen beide Hände unterschiedliche Handformen auf und es wird nur die dominante Hand bewegt, während die nichtdominante passiv bleibt.
Unflektierte Gebärdenwörter der Deutschen Gebärdensprache sind maximal zweisilbig. Silben bestehen aus zwei Silbenpositionen, die als Hold (H) und Movement (M) bezeichnet werden. Die Silbenposition Hold beinhaltet die Handform zusammen mit der Handorientierung (diese Kombination wird als Handkonfiguration bezeichnet) an einer spezifischen Ausführungsstelle. Eine Pfadbewegung (Bewegung von einem Ausführungsort zu einem anderen) findet hier also nicht statt. Im Gegensatz dazu wird bei der Silbenposition Movement die Handkonfiguration bewegt. Zusätzlich kann eine sekundäre Bewegung (handinterne Bewegung wie Wackeln der Finger) stattfinden. Die Silbenpositionen können also zu folgenden Silbentypen zusammengesetzt werden: M (minimale Silbe), HM, MH, HMH (maximale Silbe). Bei HM beispielsweise bewegt sich die Handkonfiguration des Movement von dem Ausführungsort des Hold weg. Die minimale Silbe M kann aus Segmenten mit folgenden Spezifikationen bestehen: Pfadbewegung, Pfadbewegung mit sekundärer Bewegung oder sekundäre Bewegung ohne Pfadbewegung. Der Silbentyp H (Segment ohne Pfadbewegung und ohne sekundäre Bewegung) ist aus phonotaktischen Gründen ausgeschlossen.

#### Nicht-manuelle/nonmanuelle Komponenten/Parameter
Ein elementarer Bestandteil gebärdensprachlicher Wörter sind nichtmanuelle lexikalische Markierungen, die mit einer Vielzahl von Gebärden obligatorisch verbunden sind. Dazu gehören Bewegungen von Augen (Blickrichtung und Augenbrauen), Mund und Gesicht (Mimik – F.A.C.S.) sowie Kopf und Körperhaltung. Sie können zum Beispiel ein Indikator des Satztyps oder ein adverbialer Modifikator sein.
Mundbewegungen werden als Mundgestik und Mundbild bezeichnet. Manchmal werden sie als eigene Komponente definiert.
Diese Elemente laufen in der Regel parallel mit den manuellen Parametern ab.

#### Orale Komponenten
Als orales Element wird die Mundbewegung bestehend aus Mundgestik und Mundbild bezeichnet.
Mundbilder verweisen auf die Wörter aus der Deutschen Lautsprache und werden hauptsächlich genutzt um identischen Gebärden unterschiedliche Bedeutungen zuzuweisen. Teilweise werden Mundbilder in die 2 Varianten des vollständig stimmlosen Aussprechens von Wörtern der gesprochenen Sprache und in die Nachahmung von visuell wahrnehmbaren Lippenbewegungen der gesprochenen Wörter unterteilt. Das kann dazu führen, dass zum Beispiel das Mundbild für Bauch auf Bau reduziert wird, da -ch nicht auf den Lippen erkennbar ist. Allgemein können nur 11 von 26 Alphabetsbuchstaben abgesehen werden, da sie labial von den Lippen ablesbar sind. C, D, E, G, H, K, P, R, T und X sind nicht lippenablesbar. J, N, Q, V und Y sind ebenfalls eher schlecht zu erkennen. Dagegen sind demzufolge dann A, B, F, I, L, M, O, S, U, W und Z von den Lippen ablesbar. Das Mundbild ist aber nicht fest vorgeschrieben und sollte im Zweifelsfall nachgeschaut werden. Mundgestiken kann man auch als Teil der Mimik betrachten und bringen zum Beispiel eine räumliche Distanz zum Ausdruck. Anders als Mundbilder sind Mundgestiken keine Wörter, sondern nur Resultate der visuell wahrnehmbaren Geräusche. Bei Adjektiven übernimmt die Mundgestik eine grammatische Funktion.

### Morphologie

#### Wortarten
Die DGS hat im Vergleich zur deutschen Lautsprache weniger Wortarten. Artikel gibt es nicht. Konjunktionen, Interjektionen, Präpositionen und Adverbien können im Ausnahmefall vorhanden sein oder nur durch Mimik ausgedrückt werden. Substantive, Numerale, Verben und Adjektive werden grundsätzlich in einer unveränderlichen Grundform gebärdet. Grundsätzlich gibt es aber für die Unterstützte Kommunikation für fast jedes deutsche Wort eine Gebärde.
Die Unterscheidung von Substantiven, Adjektiven und Verben kann nur dem Kontext entnommen werden, da die klassischen Merkmale der Deklination und Konjugation in der DGS nicht vorhanden sind. Lediglich einfache Adjektive, die keine Größe oder Form des Substantivs anzeigen, können durch andere Bewegungen gesteigert werden.

#### Simultanität manueller und nonmanueller Parameter
Die Komponenten der Morpheme der DGS können gleichzeitig im Gebärdenraum durch die verschiedenen Äußerungskanäle (manuell und nonmanuell) simultan gestisch-visuell genutzt werden. Dadurch dauert eine Kommunikation in DGS nicht länger als in Lautsprache.

#### Inkorporation
Zur Morphologie zählen die Wortbildungsprozesse Komposition und Derivation.
Ein Kompositum ist im einfachsten Fall ein aus zwei freien Morphemen zusammengesetztes Wort (bspw. Fahr-stuhl, Sach-buch). In DGS ist dies auch die maximal mögliche Größe. Dabei reduzieren sich die einzelnen Wortbestandteile so, dass ein maximal zweisilbiges Kompositum entsteht (Regel der Verkürzung).
Bei der Derivation wird mindestens ein freies Morphem mit mindestens einem gebundenen Morphem kombiniert (bspw. tugend-haft, un-glück-lich). In der DGS werden Gebärden durch Hinzufügung einer Bewegung oder durch Bewegungsänderung abgeleitet. Ein besonders produktiver Prozess der Derivation ist die Negation durch Hinzufügen einer sogenannten Alpha-Bewegung, wie Negation der Gebärden für richtig, kennen, müssen, glauben.
Auch die Bildung komplexer Gebärden mit einem Zahlwort (DREI, DREI-UHR, IN-DREI-TAGEN, DREI-STUNDEN, DREI-EURO) können zur Derivation gezählt werden. Häufig findet man hier auch die Bezeichnung Inkorporation.

#### Ikonizität
Eine Ikonizität der DGS kann man nicht abstreiten. Mit Ikonizität gemeint ist, dass die äußere Form einer Gebärde und das, worauf sie sich bezieht, eine gewisse Ähnlichkeit aufweisen. So führt man sich bei der Gebärde für essen die Hand zum Mund. Derartiges kommt aber in Form von Lautmalerei und Lautsymbolik auch in der Lautsprache vor. Eine Ikonizität ist auch nicht bei allen Gebärden vorhanden. Trotzdem erleichtert die Bildhaftigkeit der Gebärden auch die Kommunikation mit nichtgebärdensprachkompetenten Personen. Es kann vorkommen, dass eine Gebärde einen ikonischen Ursprung hat, dieser aber im Laufe der Zeit verloren geht. So ist die Gebärde für Deutschland an die Form einer Pickelhaube angelehnt. Da heute niemand mehr Pickelhauben trägt, ist diese Gebärde heute nicht mehr als ikonisch zu erkennen. Die DGS ist jedoch keine Pantomime, allein deshalb schon, weil sie eine eigenständige Grammatik hat und nicht nur aus mundbildlosen Zeichen besteht.

### Morphosyntax
DGS ist eine synthetische Sprache (flektierend-agglutinierend) und aus typologischen Gründen morphosyntaktisch sehr viel reicher als die indoeuropäischen Sprachen. Neben den Markierungen für Kongruenz finden wir einen sehr differenzierten Verbalaspekt, Klassifikation, Numerus und Modus. Tempus- und Genusflexion gibt es in DGS nicht.

#### Kongruenz
Kongruenz ist in Lautsprachen eine Markierung, die Übereinstimmung zwischen Verb und Subjekt oder auch Objekt in einem Merkmal ausdrückt. In DGS wird ein Prozess als Kongruenz des Verbs bezeichnet, bei dem der Ort im Gebärdenraum, an dem die Verb-Gebärde ausgeführt wird, den Bezug auf ein bestimmtes Individuum bzw. einen Gegenstand symbolisiert. Es gibt verschiedene Untertypen hiervon.
Unter den personenkongruenten Verben (Transfer-Verben/Richtungsverben) finden sich Verben mit Objektkongruenz und solche mit kombinierter Subjekt-Objekt-Kongruenz. Bei Subjekt-Objekt-Kongruenzverben beginnt die Verbgebärde an einer Stelle, die dem Subjekt zugeordnet ist und endet beim Objekt. Verben hingegen, die nur mit dem Objekt kongruieren, verorten das Subjekt nicht. Personenkongruenzverben sind bspw. die Gebärden für geben, leihen, schenken. Ebenso gehören die Gebärden für fragen, informieren, erzählen zu dieser Klasse, werden in einigen Dialekten der DGS jedoch nur objektkongruent verwendet.
Ortskongruente Verben sind zum einen Verben, die Bewegungen oder Lokalisationen beschreiben (Substitutor-Verben), zum anderen Verben, die Handhabung von Gegenständen beschreiben (Manipulator-Verben). Dies alles sind Verben, die sich auf einen bezeichneten Ort beziehen. Die Stelle im Gebärdenraum, an der eine Gebärde beginnt und/oder endet, entspricht einem im Satz bezeichneten Ort. Zu dieser Klasse zählen lokale Ortsverben wie sitzen, stehen, liegen und direktionale Ortsverben wie setzen, stellen, legen, fahren.
Es gibt auch Verben, die häufig keine sichtbare Kongruenzmarkierung haben, sie werden schwach kongruente Verben oder einfache Verben genannt. Zu diesen Verben zählen Verbgebärden, die körpergebunden ausgeführt werden. Eine Vielzahl dieser Verben kann unter bestimmten Umständen jedoch Kongruenzmerkmale erhalten, bspw. um Dual, Paukal oder Plural auszudrücken. Hierzu zählen Verben, die folgende Bedingungen erfüllen:
- sie werden nicht körpergebunden und mit einfacher, nicht alternierender Bewegung ausgeführt,
- sie werden körpergebunden auf der nichtdominanten Hand ausgeführt,
- sie werden körpergebunden mit einer Bewegungsrichtung auf der Sagittalebene nach vorn oder hinten ausgeführt.

Verben ohne Kongruenzinformationen mit belebtem Objekt verlangen einen ungebundenen Kongruenzmarkierer. Hierbei handelt es sich um einen Fall von differenzieller Objektmarkierung.
Insgesamt ergeben sich für DGS somit drei Flexionsklassen: personen-kongruente Verben, ortskongruente Verben und schwach kongruente Verben. Eine andere Möglichkeit ist die Einteilung in einfache und komplexe Verben. Die einfachen Verben können dann nochmals in die Kategorien der körpergebundenen und der nicht-körpergebundenen unterteilt werden, während die komplexen Verben in die Kategorien Substitutor-/Manipulator-Verben (Raumverben) und Transfer-Verben (Richtungsverben) eingeteilt werden können.

#### Aspekt
In DGS wird eine Modifikation der ausgedrückten Handlung als „Aspekt“ bezeichnet. Unterschieden werden Temporalaspekt, Aspekt der Art und Weise und Aktionsart. Die Bedeutung unterscheidet sich von den sonst üblichen grammatischen Termini Aspekt und Aktionsart.
Der Temporalaspekt bezieht sich auf die zeitliche Struktur von Ereignissen. Es handelt sich also um etwas, was in der Grammatik von Lautsprachen als „Aktionsart“ bezeichnet wird, siehe dort für Erläuterungen der Termini durativ, iterativ, habituativ, progressiv. In DGS konnten bisher fünf Arten des Temporalaspekts entdeckt werden:
- Durativ: Ausdruck von kontinuierlichen, lange andauernden Ereignissen („Der Student überlegt lange.“); Bildung: abhängig von der Silbenstruktur der Grundform der Verbgebärde entweder Einfrieren, Dehnen oder Reduplikation des Wortstamms
- Iterativ: Ausdruck von wiederholten Ereignissen („Das Kind schreit immer wieder.“); Bildung: Reduplikation der gesamten Gebärde mit kurzer Pause
- Habituativ: Ausdruck von gewohnheitsmäßig wiederholten Ereignissen („Der Nachbar pflegt jeden Samstag die Treppe zu putzen.“); Bildung: Reduplikation der gesamten Gebärde mit längerer Pause
- Perfektiv: Ausdruck von abgeschlossenen Ereignissen („Der Student hat das Buch durchgelesen.“); Bildung: abhängig von der Verbklasse entweder manuell durch die Gebärde PERF, durch erhöhte Artikulationsgeschwindigkeit mit abruptem Ende oder nichtmanuell durch Kopfnicken. Der Perfektiv in DGS ist nicht funktionsgleich mit dem deutschen Perfekt.
- Progressiv: Ausdruck des Verlaufs von Ereignissen („Der Student liest gerade das Buch.“); Bildung: Verlangsamung und Dehnung der Verbgebärde, häufig mit sanftem Gebärdenende

Der Aspekt der Art und Weise drückt im Wesentlichen den Zustand aus, in dem sich der Handelnde während einer Handlung befindet („Der Mann backt fröhlich Kuchen. Die Frau liest wütend einen Brief“). Im Deutschen werden zum Ausdruck der Art und Weise Adverbiale verwendet („Der Mann backt mit kindlicher Freude Kuchen“ / „Die Frau liest voller Wut einen Brief“). In DGS hingegen wird diese Bedeutungskomponente durch mimische Markierung zusammen mit dem Verb ausgedrückt, also durch Verbalflexion. Die adverbiale Mimik zählt zur syntaktischen Mimik, da sie im Gegensatz zur lexikalischen Mimik nicht mit dem Verb im mentalen Lexikon gespeichert ist, sondern produktiv mit jedem Verb kombiniert werden kann.
Die Aktionsart im Sinne der DGS charakterisiert die Ausführungsart und -geschwindigkeit einer Handlung oder eines Ereignisses, bspw. in Schlangenlinien fahren, torkeln, langsam lesen. Auch sie gehört zur Verbalflexion, wird aber im Gegensatz zum Aspekt der Art und Weise manuell durch Veränderung der Bewegungsart und/oder Bewegungsgeschwindigkeit ausgedrückt. In einigen Fällen verlangt der Aspekt der Art und Weise notwendig eine zusätzliche Markierung für Aktionsart, wie in „Das Kind schreibt lustlos einen Aufsatz“, wobei zur nichtmanuellen Markierung für lustlos die Ausführungsgeschwindigkeit der Gebärde für schreiben reduziert wird.

#### Klassifikatoren
Die Klassifikatoren der DGS drücken im Wesentlichen physikalische Eigenschaften von Lebewesen und Gegenständen aus. In DGS werden zwei Arten von Klassifikatoren unterschieden: Nominalklassifikatoren und Verbalklassifikatoren.
Nominalklassifikatoren sind freie Morpheme mit adjektivischer Funktion. Sie werden verwendet, um Größe, Form und Dekor von Gegenständen (Skizzen-/Maß-Adjektive, Klassifikatoren für Größe und Form) zu beschreiben. Sie werden daher auch als Size and shape-specifier oder kurz SASS bezeichnet. SASS-Klassifikatoren tragen meistens mindestens zwei Informationen: BUCH SASS:DICK-GROSS, GLAS SASS:RUND-SCHMAL. Eine Untergruppe der SASS-Klassifikatoren sind die Körperklassifikatoren, mit denen man das Aussehen von Lebewesen beschreibt, etwa die Länge der Haare, die Form eines Bartes, aber auch die Musterung von Kleidungsstücken oder – bei Tieren – des Fells.
Verbalklassifikatoren sind an ein Verb gebundene Morpheme. Es wird zwischen Subjektklassifikatoren und Objektklassifikatoren unterschieden. Verben mit Subjektklassifikatoren (auch Classklassifikatoren genannt, semantische Klassifikatoren, Substitutor-Verben) kongruieren mit dem Subjekt des Satzes. Das Verb wird mit einer bestimmten Handform aus einer endlichen Menge von Handformen ausgeführt, die inhärente Eigenschaften des Subjektnomens repräsentiert. Zu den subjektklassifizierenden Verben zählen lokale Ortsverben wie die Gebärden für stehen, liegen und direktionale Verben wie die Gebärden für fahren, gehen, klettern.
Verben mit Objektklassifikatoren (auch Handle- oder Handhabungsklassifikatoren genannt, Klassifikatoren der Handhabung, Manipulator-Verben) kongruieren mit dem direkten Objekt des Satzes. Auch hier wird das Verb mit einer bestimmten Handform aus einer endlichen Menge von Handformen ausgeführt, die inhärente Eigenschaften des Objektnomens repräsentiert. Zu den objektklassifizierenden Verben gehören die Gebärde für geben sowie direktionale Ortsverben wie die Gebärden für setzen, stellen, legen, fahren.
Beispiel:
- fahren als subjektklassifizierendes Verb: Das Auto fährt den Berg hinunter.
- fahren als objektklassifizierendes Verb: Der Chauffeur fährt das Auto den Berg hinunter.

Beide Klassifikatoren haben eine Untergruppe. Zu den Classklassifikatoren gehören die Körperteilklassifikatoren, mit denen durch eine bestimmte Handform der Körperteil eines Lebewesens kodiert wird, bspw. Der Hund wedelt mit dem Schwanz. Der Elefant stampft durch den Porzellanladen.
Die Unterart der Handleklassifikatoren sind die Instrumentalklassifikatoren, mit denen das für eine Tätigkeit verwendete Instrument (Gegenstand) ausgedrückt wird: mit der Schere schneiden, mit dem Brotmesser schneiden, mit einem Strohhalm trinken.

#### Numerus
Wie die Klassifikatoren lässt sich auch der Numerus in zwei Gruppen einteilen, in den nominalen Numerus und den verbalen Numerus.
Beim nominalen Numerus ist die Numerusinformation in der Nominalphrase enthalten, entweder
- als Zahlwort (zwei, drei, vier, …)
- als Quantor (einige, viele, alle, …)
- als Determinativ mit Pluralinformationen (Artikel, Demonstrativpronomen, Possessivpronomen)
- durch Reduplikation von Nomen
- durch Reduplikation von SASS-Klassifikatoren

Die Reduplikation von Nomen und SASS-Klassifikatoren unterliegt Beschränkungen. Redupliziert werden Gebärden, die nicht körpergebunden sind und mit einfacher Bewegung (bspw. nicht kreisförmig) ausgeführt werden. Nicht redupliziert werden Gebärden, die körpergebunden sind und/oder mit komplexer Bewegung ausgeführt werden. Die phonotaktischen Beschränkungen der Reduplikation gelten nur bei der Numerusflexion, nicht aber bei der Aspektmarkierung.
Beim verbalen Numerus wird der Numerus durch das Verb ausgedrückt. Alle Verben mit gebundenen oder ungebundenen Kongruenzmorphemen drücken Plural aus, indem sie durch Reduplikation Referenten entweder mehrere Raumpunkte oder eine Raumpunktmenge zuweisen.
- Personenkongruente Verben weisen dem indirekten Objekt und dem Subjekt Plural zu.
- Ortskongruente Verben weisen den Ortsargumenten Plural zu.
- Schwach kongruente Verben können unter den oben genannten Bedingungen sowohl Objekten als auch Ortsargumenten Plural zuweisen.
- Klassifizierende Verben weisen den direkten Objekten Plural zu.

Neben dem Plural können in DGS in Abhängigkeit von Flexionsklasse und Klassifikation auch Dual und Paukal ausgedrückt werden.

#### Modus
Modus oder Modalität in der DGS dient zum Ausdruck
- einer Absicht, einer Verpflichtung oder eines Wunsches (deontische Modalität)
- der Bewertung einer Aussage durch Sprecher/Signer (Gebärdensprachbenutzer) hinsichtlich ihrer Wahrscheinlichkeit (epistemische Modalität)
- der Einstellung der Sprecher/Signer zu einer Handlung/einem Ereignis (Sprechereinstellung)

Zum Ausdruck der deontischen Modalität verwendet DGS dieselben Mittel wie die deutsche Lautsprache, nämlich Modalverben wie wollen, müssen, sollen, dürfen mit im Wesentlichen denselben Bedeutungen. Eine Ausnahme bildet hier eine Gebärde für müssen bzw. sollen, die nur verwendet werden kann, um die Verpflichtung zu einer Handlung im Auftrag durch eine andere Person auszudrücken („Ich muss einkaufen gehen. Mein Partner hat es mir aufgetragen.“). Sobald die Notwendigkeit zu der Handlung aus eigener Einsicht kommt oder den äußeren Umständen zuzuschreiben ist, so kann diese Gebärde nicht benutzt werden. Entweder eine andere Gebärde für müssen wird verwendet, die der Gebärden für hinnehmen und geduldig ähnlich ist, oder das Verb (in diesem Falle gehen) wird manuell durch Ausführungsgeschwindigkeit und häufig auch mimisch markiert („Ich muss einkaufen gehen. In meinem Kühlschrank herrscht gähnende Leere.“).
Zum Ausdruck der epistemischen Modalität verwendet die deutsche Lautsprache unter anderem (epistemische) Satzadverbien („Wahrscheinlich war der Postbote schon da.“) oder (epistemische) Modalverben („Der Postbote muss schon da gewesen sein.“). Zum Ausdruck von Sprechereinstellungen stehen ebenfalls Satzadverbien zur Verfügung ((un)glücklicherweise, hoffentlich, unbedingt, freundlicherweise). In DGS werden beide Modalitäten (Modi) nichtmanuell, d. h. durch Mimik und Kopf- und Körperhaltung ausgedrückt. Im Gegensatz aber zum Aspekt der Art und Weise wird zum Ausdruck der Modi der gesamte Satz nichtmanuell markiert. Zusätzlich können Satzadverbien verwendet werden. Epistemische Modalverben gibt es in DGS nicht, deontische Modalverben können nicht in der epistemischen Lesart verwendet werden.

#### Negation
Zur Negation bedient sich die DGS dreier Mittel: syntaktischer, morphologischer und lexikalischer Negation.
Syntaktische Negation wird nichtmanuell durch Kopfschütteln markiert. Markiert werden können:
- das Verb
- das Verb mit seinen Objekten

Eine negative Markierung des gesamten Satzes (inklusive des Subjektes) ist ungrammatisch.
Die Reichweite (Skopus) der Markierung entscheidet über die Lesart: Eine Markierung des Verbs verneint lediglich das Verb, während die anderen Konstituenten nicht negiert werden („Peter kauft das Buch nicht, er leiht es sich.“). Eine Markierung des Verbs und seiner Objekte verneint entweder das gesamte Prädikat oder lediglich die Objekte („Peter kauft kein Buch, sondern er leiht sich eine CD. Peter kauft kein Buch, sondern eine CD.“).
Morphologische Negation erfolgt bei bestimmten Gebärden mithilfe eines Derivationsaffixes (nicht können, nicht dürfen, unmöglich). In einigen Fällen können Gebärden auch mit der Gebärde für nicht ein Kompositum bilden (ungerecht, nicht mögen, nicht hoffen).
Lexikalische Negation wird mit Negationsadverbien und Indefinitpronomen ausgedrückt (nicht, niemand, nirgends, keiner). Die Negation mit der Gebärde für nicht ist markiert und betont die Negation, während die syntaktische Negation den unmarkierten Fall darstellt.

### Syntax
Die wichtigsten Satzteile in der DGS sind, wie im Deutschen auch, Subjekt, Prädikat und Objekt. Eine Besonderheit besteht hier beim Prädikat. Es wird manchmal einfach weggelassen, wenn die Satzbedeutung auch ohne das Verb klar ist. Das tritt häufig bei „sein“ und „haben“ auf. Das führt dazu, dass ggf. ein Adjektiv oder ein Pronomen in die Rolle des Prädikats schlüpft.

#### Unmarkierte Sätze
Die unmarkierte Wortordnung in der DGS ist Subjekt-Objekt-Verb.
| Subjekt                | Objekt   | Verb     |
| [PRON]2                | ARBEIT   | SUCH-    |
| „du“                   | „Arbeit“ | „suchen“ |
| Du suchst eine Arbeit. |          |          |

| Subjekt                      | Objekt | Verb                                 |
| [PRON]1                      | BROT   | 1GEB-2[cl:Brot]                      |
| „ich“                        | „Brot“ | „ich-geben-dir(-etwas-Brotförmiges)“ |
| Ich gebe dir das/etwas Brot. |        |                                      |

In Sätzen mit Verbketten, stehen Modalverben und Ähnliche gewöhnlich nach dem Vollverb.
| Subjekt                      | Objekt   | Vollverb | Modalverb |
| [PRON]2                      | ARBEIT   | SUCH-    | MÜSS-     |
| „du“                         | „Arbeit“ | „suchen“ | „müssen“  |
| Du musst eine Arbeit suchen. |          |          |           |

| Subjekt                        | Vollverb    | Modalverb      |
| [PRON]1                        | RADFAHR-    | KÖNN-NICHT     |
| „ich“                          | „radfahren“ | „können-nicht“ |
| Ich kann nicht Fahrrad fahren. |             |                |

| Subjekt                 | Vollverb | Modalverb   |
| [PRON]1                 | KOMM-    | VERSUCH-    |
| „ich“                   | „kommen“ | „versuchen“ |
| Ich versuche zu kommen. |          |             |

| Subjekt                                     | Objekt    | Vollverb | Modalverb          |
| [PRON]1                                     | WOHNUNG   | PUTZ-    | KEINE-LUST-HAB-    |
| „ich“                                       | „Wohnung“ | „putzen“ | „keine-Lust-haben“ |
| Ich habe keine Lust, die Wohnung zu putzen. |           |          |                    |

Taucht ein indirektes Objekt im Satz auf, steht es in unmarkierten Sätzen vor dem direkten Objekt.
| Subjekt                               | indirektes O. | direktes O. | Verb                                |
| [PRON]1                               | [POSS]1 VATER | BROT        | 1GEB-3[cl:Brot]                     |
| „ich“                                 | „mein Vater“  | „Brot“      | „ich-gebe-ihm(-etwas-Brotförmiges)“ |
| Ich gebe meinem Vater das/etwas Brot. |               |             |                                     |

Zeitangaben (morgen, nächste Woche) stehen (als Diskurstopik) am Satzanfang.
| Zeitangabe                                               | Subjekt | indirektes O.      | direktes O. | Verb                                 |
| GESTERN                                                  | FRAU3   | [POSS]1 SCHWESTER4 | BUCH        | 3GEB-4[cl:Buch]                      |
| „gestern“                                                | „Frau“  | „meine Schwester“  | „Buch“      | „sie-geben-ihr(-etwas-Buchförmiges)“ |
| Gestern hat eine Frau meiner Schwester ein Buch gegeben. |         |                    |             |                                      |

Ebenso treten Satzadverbien häufig am Satzanfang auf.
| Satzadverb                           | Subjekt  | Objekt | Verb     |
| HOFF                                 | [PRON]3  | HUND   | KAUF-    |
| „hoffentlich“                        | „er/sie“ | „Hund“ | „kaufen“ |
| Hoffentlich kauft er/sie einen Hund. |          |        |          |

Adverbien des Verbes hingegen, die nur manuell ausgedrückt werden können (vgl. Aspekt der Art und Weise), folgen als Extrasatz dem Verb.
| Subjekt                             | VERB     | ADVERBIALSATZ |
| [POSS]1 CHEF                        | TANZ-,   | SCHÖN         |
| „mein Chef“                         | „tanzen“ | „schön“       |
| Mein Chef tanzt (und es ist) schön. |          |               |

Ortsinformationen werden tendenziell an den Satzanfang (hinter die Zeitinformation) gestellt.
| Zeit                                                                 | Ort                | Subjekt | Objekt      | Verb           |
| GESTERN                                                              | UNIVERSITÄT [LOK]A | [PRON]1 | MANN NETT   | KENNENLERN-    |
| „gestern“                                                            | „Universität da“   | „ich“   | „Mann nett“ | „kennenlernen“ |
| Ich habe gestern an der Universität einen netten Mann kennengelernt. |                    |         |             |                |

Dies folgt dem Figur-Grund-Prinzip, nach dem kleinere, beweglichere Referenten (Figuren) tendieren, nach größeren, festeren Referenten (Grund) zu stehen.
| Grund                   | Figur  | Verb                     |
| WALDA                   | HAUS   | STEH-in-A[cl:Haus]       |
| „Wald“                  | „Haus“ | „Hausförmiges-stehen-da“ |
| Ein Haus steht im Wald. |        |                          |

Fragewörter erscheinen meist am Satzende nach dem Verb.
| Subjekt                    | Vollverb    | Modalverb  | Fragewort |
| [PRON]2                    | BESTELL-    | WÜNSCH-    | WAS       |
| „du“                       | „bestellen“ | „wünschen“ | „was“     |
| Was möchten Sie bestellen? |             |            |           |

| Subjekt                     | Objekt | Vollverb | Modalverb  | Fragewort |
| [PRON]2                     | D-G-S  | LERN-    | WÜNSCH-    | WARUM     |
| „du“                        | „DGS“  | „lernen“ | „wünschen“ | „warum“   |
| Warum willst du DGS lernen? |        |          |            |           |

| Subjekt                                      | Objekt                 | Vollverb    | Modalverb  | Fragewort |
| [PRON]2                                      | SOZIAL WISSENSCHAFT    | STUDIER-    | ANFANG-    | WANN      |
| „du“                                         | „Sozialwissenschaften“ | „studieren“ | „anfangen“ | „wann“    |
| Seit wann studierst du Sozialwissenschaften? |                        |             |            |           |

Einige Gebärden mit negativer Bedeutung tendieren auch dazu, am Satzende zu stehen.
| Subjekt                                                          | Objekt              | Verb           | Verneinung   |
| [PRON]1                                                          | [POSS]2 GELIEBTE(R) | KENNENLERN-    | NOCH-NICHT   |
| „ich“                                                            | „dein Geliebte(r)“  | „kennenlernen“ | „noch-nicht“ |
| Ich habe deine(n) Freund(in)/Mann/Frau noch nicht kennengelernt. |                     |                |              |

| Subjekt                  | Vollverb | Modalverb  | Verneinung |
| [PRON]1                  | ESS-     | WÜNSCH-    | NICHTS     |
| „ich“                    | „essen“  | „wünschen“ | „nichts“   |
| Ich möchte nichts essen. |          |            |            |

Wenn die Verneinung nicht betont ist, kann sie aber auch in der erwarteten Position stehen.
| Subjekt                  | Objekt   | Vollverb | Modalverb  |
| [PRON]1                  | NICHTS   | ESS-     | WÜNSCH-    |
| „ich“                    | „nichts“ | „essen“  | „wünschen“ |
| Ich möchte nichts essen. |          |          |            |

Determinatoren (Demonstrativpronomen, Quantoren, Relativpronomen) folgen dem Nomen.
| Nomen                  | Determinativ |
| BUCH                   | [DEM]A       |
| „Buch“                 | „dieses“     |
| das Buch / dieses Buch |              |

Ihre Funktion ist die Verortung von Referenten im Gebärdenraum (Zuweisung von Raumpunkten). Erfolgt die Zuweisung von Raumpunkten durch Kongruenzverben, so können Determinatoren immer dann getilgt werden, wenn sie keine weitere Funktion erfüllen (bspw. Anzeige von Besitz, Pluralisierung). Einen Unterschied zwischen bestimmten und unbestimmten Artikel gibt es nicht.
Attributive Adjektive folgen dem Nomen unmittelbar.
| Nomen                          | Adjektiv |
| BUCH                           | NEU      |
| „Buch“                         | „neu“    |
| ein neues Buch / das neue Buch |          |

Die Kopula sein gibt es in DGS nicht. Prädikative Adjektive werden von dem Nomen in der Regel durch einen Determinativ getrennt.
| Nomen                | Determinativ | Adjektiv |
| BUCH                 | [DEM]A       | NEU      |
| „Buch“               | „dieses“     | „neu“    |
| Dieses Buch ist neu. |              |          |

Possessivpronomen stehen zwischen dem Besitzer und dem Besitz.
| Besitzer            | Possessiv | Besitz |
| MANN3               | [POSS]3   | AUTO   |
| „Mann“              | „sein“    | „Auto“ |
| das Auto des Mannes |           |        |

Hier folgt ein Beispiel eines längeren aber einfachen, unmarkierten Satzes:
| Zeit                                                                               | Ort                                | Subjekt | indirektes O.   | direktes O. | Vollverb       | Modalverb  | Fragewort |
| LETZTE-WOCHE                                                                       | [POSS]1 VATER3 [POSS]3 HAUS [LOK]A | [PRON]2 | [POSS]1 MUTTER4 | GELD        | 2GEB-4         | WÜNSCH-    | WARUM     |
| „letzte-Woche“                                                                     | „mein Vater sein Haus da“          | „du“    | „mein Mutter“   | „Geld“      | „du-geben-ihr“ | „wünschen“ | „warum“   |
| Warum wolltest du meiner Mutter letzte Woche in dem Haus meines Vaters Geld geben? |                                    |         |                 |             |                |            |           |

#### Markierte Sätze
Satzteile (mit Ausnahme von Verben) können topikalisiert (an den Satzanfang bewegt) werden. Satzteile, die sich nicht in ihrer unmarkierten Satzposition befinden, werden mimisch markiert.
| Topik-(Objekt)            | Subjekt | Verb          |
| Augenbrauen Hoch          |         | Kopfschüttel  |
| FRAU [DEM]A               | [PRON]1 | MÖG-          |
| „Frau diese“              | „ich“   | „nicht-mögen“ |
| Diese Frau mag ich nicht. |         |               |

Oft hat eine Topik sonst keine andere Rolle im Satz. In diesem Fall stellt sie eine Beschränkung dar, die die Reichweite der Bedeutung des restlichen Satzes erklärt. Vergleiche die folgenden drei Sätze.
| Subjekt            | Objekt          | Verb        |
| [PRON]1            | ITALIEN         | LIEBHAB-    |
| „ich“              | „Italien(isch)“ | „liebhaben“ |
| Ich liebe Italien. |                 |             |

| Topik                           | Subjekt | Objekt          | Verb        |
| Augenbrauen Hoch                |         |                 |             |
| LAND                            | [PRON]1 | ITALIEN         | LIEBHAB-    |
| „Land“                          | „ich“   | „Italien(isch)“ | „liebhaben“ |
| Mein Lieblingsland ist Italien. |         |                 |             |

| Topik                                | Subjekt | Objekt          | Verb        |
| Augenbrauen Hoch                     |         |                 |             |
| ESSEN                                | [PRON]1 | ITALIEN         | LIEBHAB-    |
| „Essen“                              | „ich“   | „Italien(isch)“ | „liebhaben“ |
| Mein Lieblingsessen ist Italienisch. |         |                 |             |

#### Satzarten
Die Wortordnung in Frage- und Befehlssätzen unterscheidet sich nicht von der in Aussagesätzen. Bei Entscheidungsfragen wird der gesamte Satz nichtmanuell durch hoch gezogene Augenbrauen und leicht nach vorn geneigten Kopf markiert. Handelt es sich bei dem Subjekt um ein Personalpronomen, so wird dieses in der Regel am Satzende wiederholt (Subjektkopie). Für Ergänzungsfragen (W-Fragen) stehen in DGS eine Reihe von Fragewörtern (bspw. wer, was, wo, wann, warum) zur Verfügung. Diese Fragewörter stehen am Satzanfang oder am Satzende. Der gesamte Fragesatz wird in unmarkierten Fällen durch zusammengezogene Augenbrauen markiert. Deutsche Wie-Fragen mit prädikativem Adjektiv („Wie lang ist dein Haar?“) werden nicht als W-Fragen, sondern als Entscheidungsfragen ausgedrückt. W-Fragen können unter bestimmten Umständen nichtmanuelle Markierungen wie Entscheidungsfragen verlangen, bspw. zum Ausdruck von Höflichkeit, bei rhetorischen Fragen oder bei Prüfungsfragen. Imperativsätze (Befehlssätze) werden durch erhöhte Ausführungsgeschwindigkeit markiert. In Abhängigkeit vom Sprechakttyp (Bitte, Aufforderung, Befehl) tritt zur manuellen eine nichtmanuelle Markierung hinzu.

#### Nebensätze
Eine Vielzahl von satzverbindenden Konjunktionen wird in DGS nichtmanuell ausgedrückt, wie das konditionale wenn … (dann), das komparative als (je … desto), die temporalen als und während. Die nichtmanuellen Markierungen bedingen eine strenge Serialisierung.
- Konditionalsätze: Antezedens (wenn-Satz) > Konsequenz (dann-Satz). Das Antezedens wird durch hochgezogenen Augenbrauen markiert, die Konsequenz durch ein Kopfnicken über dem Verb. Konditionalsätze im Irrealis erhalten eine zusätzliche Markierung durch Mundgestik/Mundmimik.
- Komparativsätze: Vergleichsbasis > Vergleich
  - Gleichheit wird durch die Gebärde genau-wie oder – bei Vergleich von Ausdehnungen im Raum (Höhe, Breite, Tiefe, Länge) – durch den Gebärdenraum ausgedrückt.
PETER1 GEBÄRD, GUT, MARIA2 2GENAU-WIE1.
  - Komparative und Superlative werden unter anderem durch SASS-Klassifikatoren, durch den Gebärdenraum, durch Verbmarkierung für Aktionsart, durch die Gebärde SCHLAG (übertreffen) oder durch die Gebärden MEHR bzw. MEIST ausgedrückt.
PETER1 GEBÄRD, GUT, MARIA2 2SCHLAG1.
  - Elative sind die am häufigsten verwendeten Komparationsformen. Sie werden im Gegensatz zu den Gleichheitsaussagen, den Komparativen und Superlativen ohne Vergleichsbasis gebärdet und sind somit keine Satzverbindungen im eigentlichen Sinne.
- Temporalsätze:
  - Vorzeitigkeit/Nachzeitigkeit: Temporaler Adjunktsatz > (DAVOR/DANACH) > Hauptsatz. Der temporale Adjunktsatz wird mit hoch gezogenen Augenbrauen wie topikalisierte Satzteile markiert. Die (optionalen) Konjunktionen DAVOR/DANACH können innerhalb oder außerhalb der Markierung liegen. Hieraus ergibt sich ein Unterschied in der Informationsstruktur des Satzes.
  - Gleichzeitigkeit: Temporaler Adjunktsatz > Hauptsatz. Zwei gleichzeitig ablaufende Handlungen werden durch Körperhaltung markiert, der temporale Adjunktsatz mit einer leichten Neigung zu einer Seite, der Hauptsatz mit einer leichten Neigung zur entgegengesetzten Seite.

- Relativsätze: Der Relativsatz folgt unmittelbar dem Referenznomen und wird mit einem Relativdeterminator angeschlossen. Relativsätze in DGS sind grundsätzlich restriktiv. In der Regel werden Nominalphrasen mit Relativanschlüssen topikalisiert.
- dass-Sätze (Satzgefüge): Matrixsatz > Konstituentensatz (Gliedsatz). Der Matrixsatz wird durch eine kurze Pause von seinem Konstituentensatz getrennt. Hierbei wird keine Unterscheidung getroffen zwischen (deutschen) flektierten dass-Sätzen oder Infinitivsätzen („Ich glaube, dass ich ihn kenne.“ vs. „Ich glaube ihn zu kennen.“). In DGS sind alle Verben in Sätzen und Satzverbindungen immer flektiert.

Wenn keine Satzgefüge mit Nebensätzen vorliegen, sondern aneinandergereihte Hauptsätze, werden sie in der DGS ohne Verbindungselemente direkt hintereinander gebärdet. Der Unterschied zwischen einer Satzreihe oder separaten Hauptsätzen muss im Kontext erschlossen werden.

## Deutsche Gebärdensprache in barrierefreien Internetangeboten
Um Internetauftritte insbesondere für gehörlose und schwerhörige Menschen zugänglich zu gestalten, können Filmsequenzen mit Deutscher Gebärdensprache angeboten werden. Für die Startseite einer Website einer öffentlichen Stelle sind Erläuterungen in Gebärdensprache vorgeschrieben. Dafür nennt die BITV 2.0 Rahmenbedingungen: Der Darsteller soll schattenfrei mit gut erkennbarer Mimik vor einem statischen Hintergrund abgebildet sein. Die dunkle, einfarbige Kleidung, die Hände und der Hintergrund sollen im Kontrast zueinander stehen. Die Filmsequenz soll 320 × 240 Pixel und 25 Bilder je Sekunde nicht unterschreiten und als Datei herunterladbar sein. Sie ist durch das Logo für die Deutsche Gebärdensprache zu kennzeichnen.

## Bildung

### Vorschule
In einem Hausgebärdensprachkurs wird das Kind im Vorschulalter von einem Gebärdensprachdozenten, meist im häuslichen Umfeld, beim Erwerb der Gebärdensprache unterstützt.
Einige Kinder werden in Kitas auch durch spezielle gebärdensprachliche Kitabegleitungen zusätzlich zu den Erziehern begleitet.

### Allgemeinbildende Schulen
Bisher wurde in den Bundesländern Baden-Württemberg (2011), Bayern (2010), Berlin (2015), Brandenburg (2015), Hamburg (2017) und Sachsen-Anhalt (2015) an Förderschulen für Hörgeschädigte das Fach Deutsche Gebärdensprache nach einem Lehrplan unterrichtet. Die Bundesländer Bremen (2002), Hessen (2021), Niedersachsen (2010), Rheinland-Pfalz (2001), Sachsen (2014) und Schleswig-Holstein (2002) haben Empfehlungen zum Einsatz von DGS im Unterricht an Förderschulen für Hörgeschädigte ausgesprochen. Mecklenburg-Vorpommern, Nordrhein-Westfalen, Saarland und Thüringen hatten demnach bisher keine Lehrpläne oder Empfehlungen.
Die Kultusministerkonferenz hat am 8. Oktober 2021 die bundesweite Einführung des Faches Deutsche Gebärdensprache als Wahlpflichtfach der Sekundarstufe I beschlossen. Damit soll die Gleichstellung der Gebärdensprache erreicht werden.

### Studium
An der Universität Hamburg und der HU Berlin kann man Gebärdensprache beziehungsweise Deaf Studies studieren. Das Studium Gebärdensprache an der Universität Hamburg befasst sich in Deutschland einmalig intensiv mit der Sprache und Kultur der Gehörlosen. Deaf Studies an der HU Berlin ist eher eine Mischung aus Gebärdensprachdolmetschen und Gebärdensprachlinguistik mit einem Fokus auf der Gebärdensprachlinguistik.
Die Ausbildung zum Gebärdensprachdozenten ist im weiteren Sinne eine Weiterbildung einer gebärdensprachkundigen Person. Gehörlose Muttersprachler sind hierfür besonders geeignet. Die Ausbildung wird regelmäßig nur vom Bayerischen Institut zur Kommunikationsförderung für Menschen mit Hörbehinderung und von GebärdenVerstehen e.Kfr. angeboten. Gebärdensprachdozenten leiten Gebärdensprachkurse oder lehren an Universitäten. Umgangssprachlich werden sie auch als Gebärdensprachlehrer oder Gebärdensprachkursleiter bezeichnet. Sie sind mit einem Berufsbild und einer Berufsordnung im Bundesverband der Dozenten für Gebärdensprache e. V. organisiert.

### Nebenberufliche Bildung
Einige Sprachschulen bieten zertifizierte Zusatzqualifikationen in Gebärdensprache an, um auch die Inklusion von Gehörlosen voranzutreiben. Das ersetzt aber Dolmetscher bei weitem nicht.
Die überall angebotenen Gebärdensprachkurse kann man hierzu ebenfalls heranziehen.

### Wissenschaft & Forschung
In zunehmenden Maß wird nicht nur die DGS selbst, sondern auch ihre Vermittlung wissenschaftlich untersucht.

## Gebärdensprachliteratur